# Chiesa di San Lorenzo (Pontinvrea)
La chiesa di San Lorenzo è un luogo di culto cattolico situato nel comune di Pontinvrea, in piazza Indipendenza, in provincia di Savona. La chiesa è sede della parrocchia omonima della zona pastorale Savonese della diocesi di Acqui. Sorge sulla piazza del paese, a fianco del vecchio palazzo marchionale, oggi sede del municipio.

## Storia e descrizione

Il campanile

La chiesa fu edificata nel XVII secolo dai marchesi di Invrea, affiancata al loro palazzo marchionale. L'edificio non ha grandi dimensioni ed è a navata unica con volta a botte a sesto ribassato.
L'interno è affrescato con semplici decorazioni e abbellito da sculture in marmo donate dai marchesi nel corso del Settecento. Dalla parrocchia dipende la chiesa della Madonna del Carmine ubicata nell'omonima località.